# Mixquiahuala de Juárez
Mixquiahuala de Juárez är en kommun i Mexiko.   Den ligger i delstaten Hidalgo, i den sydöstra delen av landet, 90 km norr om huvudstaden Mexico City.
Följande samhällen finns i Mixquiahuala de Juárez:
- Mixquiahuala
- Colonia Teñhe
- Colonia Morelos
- Jagüey Blanco
- Los Ángeles
- Colonia 3 de Mayo
- Hacienda Vieja
- Dos Cerros
- El Durazno